# The End (Kurzfilm)
The End ist ein kanadisch-US-amerikanischer computeranimierter Kurzfilm von Chris Landreth aus dem Jahr 1995.

## Handlung
In einer wirren Ton- und Bildcollage mit sprechenden Mündern und zwei verdrahteten Wesen, die pseudophilosophische Sätze von sich geben, schaltet sich plötzlich ein Sprecher ein. Es ist der Animator des Films selbst, der mit den beiden Figuren seines Films kommuniziert. Der Mann will wissen, warum sein Kopf verdrahtet ist und der Animator erklärt, welche Gedanken er damit ausdrücken wollte. Andere wirre Aspekte des Films begründet der Animator damit, dass er das Publikum zum Diskutieren und Interpretieren bringen will. Die animierte Frau erklärt ihm, dass sie nicht glaube, nur von ihm erfunden worden zu sein, habe sie doch ein Bewusstsein. Sie hält ihm vor, im Gegenteil ihn erschaffen zu haben.
Ihr letzter Satz erscheint auf dem Storyboard des Animators. Er sitzt in seinem Studio und telefoniert mit seinem Auftraggeber. Er weiß nicht, wie er den Film beenden soll und schlägt verschiedene Szenarien vor: Bei dem Hammer-Ende werden beide Figuren von Hammern mit der Aufschrift The State und Mass Media erschlagen, beim Liebes-Ende verschmelzen beide Figuren zu Herzen. Der Auftraggeber rät dem Animator, lieber selbst als Ende zu fungieren, könne er sich doch über Animation ebenfalls verändern. Während des Telefonats wird der Animator nun in rascher Folge unter anderem ein Schwarzer und eine junge Frau. Der Animator erkennt, dass er selbst das Ergebnis seiner eigenen Fiktion ist und sein eigenes Ende schaffen kann.

## Auszeichnungen
The End erhielt 1997 auf der World Animation Celebration den WAC Award für den besten computeranimierten Film.
Der Film war 1996 für einen Oscar in der Kategorie „Bester animierter Kurzfilm“ nominiert, konnte sich jedoch nicht gegen Wallace & Gromit – Unter Schafen durchsetzen.